# Club Deportivo Texcoco
Der Club Deportivo Texcoco war ein mexikanischer Fußballverein mit Sitz in der Stadt Texcoco im  Bundesstaat México. Der Verein wurde ursprünglich als Club Oviedo in Mexiko-Stadt gegründet und hatte mehrere Standortwechsel hinter sich, bis er 1959 in Texcoco sesshaft wurde.

## Geschichte
Der Club Oviedo wurde 1940 von dem ehemaligen Fußballspieler José Sánchez „El Peque“ gegründet, der während seiner aktiven Zeit beim CF Asturias spielte. Aus dem Nachwuchsbereich des noch jungen Vereins gingen schon bald weltbekannte Spieler wie Antonio Carbajal und Raúl Cárdenas hervor.
„El Peque“ Sánchez hatte das ehrgeizige Ziel, den Club Oviedo in die 1950/51 eingeführte Segunda División zu führen und bekam schließlich die Zusage zur Teilnahme in der Saison 1953/54. Weil es in Mexiko-Stadt bereits genug Erstligisten gab und ein in der zweiten Liga spielender Verein daher wohl zwangsläufig vor leeren Rängen gespielt hätte, entschied Sánchez sich für einen Umzug nach Pachuca, der Hauptstadt des Bundesstaates Hidalgo. Immerhin gilt Pachuca als die Wiege des mexikanischen Fußballs, weil hier im Jahr 1901 mit dem Pachuca AC der älteste, reine Fußballclub des Landes gegründet worden war. Grund für diesen Standortwechsel war vor allem die Tatsache, dass dessen Rechtsnachfolger CF Pachuca seine Mannschaft bereits 1952 (nach nur zwei Spielzeiten in der Segunda División) wieder aus der Liga zurückgezogen hatte. Zur Enttäuschung des Club Oviedo ließ die Stadtverwaltung von Pachuca dem Verein keinerlei Unterstützung zukommen und auch vom Publikum wurde er weitgehend ignoriert. Daher zog Oviedo sich bereits nach nur einer Saison wieder aus Pachuca zurück, nahm in der folgenden Saison 1954/55 nicht am Spielbetrieb der Liga teil und fand schließlich ein neues Zuhause in der Stadt Tlalnepantla. In der neuen Heimat agierte die Mannschaft in den kommenden vier Spielzeiten der Segunda División zwischen 1955/56 und 1958/59.

Logo des heute in der Tercera División spielenden CF Texcoco, der nicht identisch ist mit dem historischen CD Texcoco.

Auf Dauer konnten Sánchez und seine Unterstützer den Verein nicht finanzieren. Die Verantwortlichen sahen sich daher gezwungen, den Verein im Laufe der Saison 1958/59 an die Familie Gómez Garcia, Gesellschafter der Glasfabrik Gómez Lavin, zu übertragen.
José Luis Gómez Garcia wurde neuer Präsident des Vereins und holte ihn nach Texcoco, wo er vorübergehend unter seinem ursprünglichen Namen Oviedo antrat, bald jedoch in Club Deportivo Texcoco umbenannt wurde. José Luis Gómez Garcia starb nur wenige Monate nach seiner Amtsübernahme durch einen tragischen Unfall, so dass das Präsidentenamt auf seinen Bruder Miguel Gómez Garcia übertragen wurde.
In der Saison 1964/65 trat der Verein unter der Bezeichnung Chapingo Texcoco auf, erhielt aber bereits nach einer Spielzeit wieder seinen vorherigen Namen.
Der Verein spielte bis 1968/69 dauerhaft in der Segunda División, bevor er vermutlich irgendwann aufgelöst wurde.

## Spätere Fußballvereine in Texcoco
Die zwischen 1982 und 1985 in der Segunda División vertretene Mannschaft aus Texcoco war nicht wesensverwandt mit dem ehemaligen CD Texcoco, sondern entstand durch den Umzug der zuvor in Toluca beheimateten Osos Grises. Über einen weiteren Umzug in die Gemeinde Atlacomulco, wo die Mannschaft 1985/86 beheimatet war, kam sie 1986 zurück nach Texcoco, wo sie in den beiden folgenden Spielzeiten (1986/87 und 1987/88) als Toros de Texcoco in der Segunda División vertreten war. Erst 1997 wurde der Club de Fútbol Texcoco gegründet, der gegenwärtig in der viertklassigen Tercera División spielt.